# No cometerás adulterio
No cometerás adulterio (en hebreo: לֹא תִנְאָף, lō ʾtinʾāp̲) se encuentra en el Libro del Éxodo de la Biblia hebrea. Las autoridades católicas y luteranas lo consideran el sexto mandamiento, pero el séptimo para las autoridades judías y la mayoría de las protestantes. Lo que constituye adulterio no está claramente definido en este pasaje de la Biblia, y ha sido objeto de debate dentro del judaísmo y el cristianismo. El término fornicación significa sexo ilícito, prostitución, idolatría y anarquía.

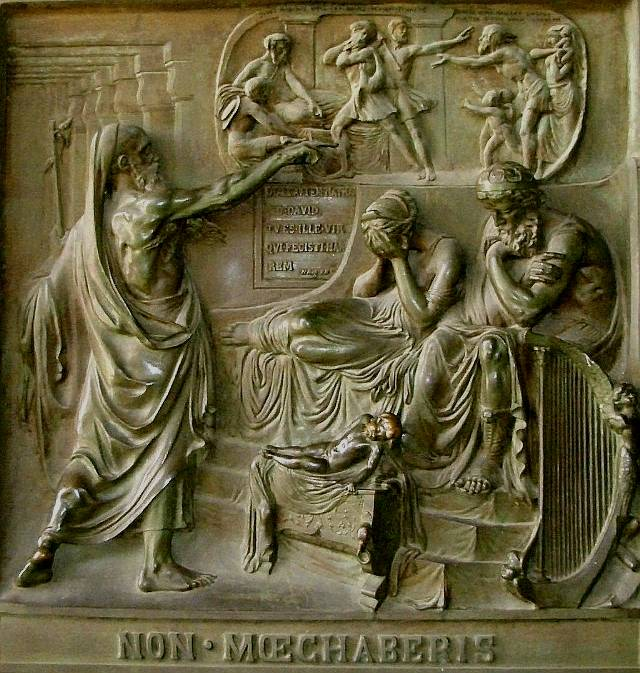
No cometerás adulterio por el barón Henri de Triqueti (1803-1874). 1837. Panel de bajorrelieve de bronce en la puerta de la Madeleine, Place de La Madeleine, París

No matarás. No cometerás adulterio. No robarás. No darás falso testimonio contra tu prójimo.Éxodo 20:14

## Opiniones religiosas

### Judaísmo
La transgresión de los mandamientos también se llama impureza o profanación. Este término se utiliza especialmente para los principales y más graves delitos, que son la idolatría, el adulterio y el asesinato. ... En referencia al adulterio, leemos: «No os profanéis con ninguna de estas cosas. (Levítico 18:24)
 Maimónides, en La guía para perplejos

Levítico 20:10 define lo que constituye adulterio en la Biblia hebrea, y también prescribe el castigo como pena capital. En este versículo, y en la tradición judía,  el adulterio consiste en la relación sexual entre un hombre y una mujer «casada» que no es su esposa legítima:

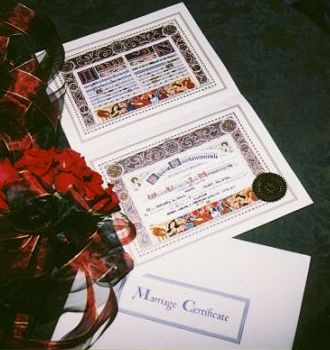
Una ketubah moderna (documento tradicional de boda judía)

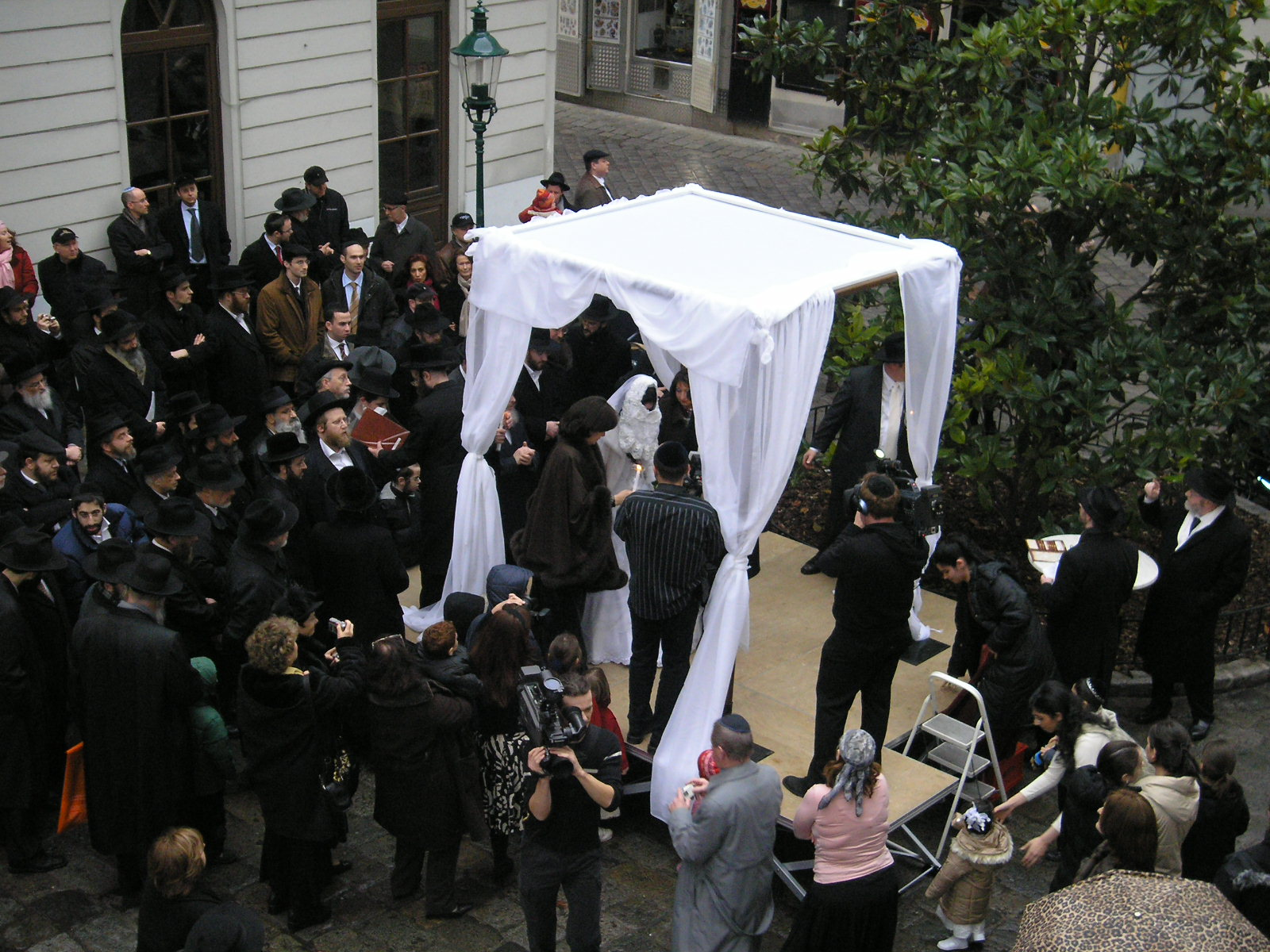
Boda judía en Viena, Austria, 2007

Y el hombre que cometa adulterio con la mujer de otro, incluso el que cometa adulterio con la mujer de su prójimo, el adúltero y la adúltera serán condenados a muerte.
Así, según la Biblia hebrea, no se comete adulterio si la participante femenina no está casada (a menos que esté prometida para casarse), mientras que el estado civil del participante masculino es irrelevante (él mismo podría estar soltero o casado con otra mujer).
Si una mujer casada es violada por un hombre que no es su marido, solo se castiga al violador por adulterio. La víctima no es castigada: como declara la Biblia, «este asunto es similar a cuando un hombre se levanta contra su prójimo y lo asesina»; al igual que una víctima de asesinato no es culpable de asesinato, una víctima de violación no es culpable de adulterio.
Si un marido sospechaba que su esposa había cometido adulterio, se podía realizar el ordalía del agua amarga para determinar su culpabilidad o inocencia. Alternativamente, para imponer la pena capital por adulterio, se requerían al menos dos testigos, y tanto el hombre como la mujer implicados estaban sujetos a castigo.  Aunque los casos de adulterio podían ser difíciles de probar, las leyes de divorcio añadidas a lo largo de los años permitían a un marido divorciarse de su esposa por pruebas circunstanciales de adulterio, sin testigos ni pruebas adicionales. 
Antes del destrucción del Segundo Templo, los tribunales judíos renunciaron a su derecho a infligir la pena capital. Se promulgaron cambios en el castigo por adulterio: el adúltero era azotado y el marido de la adúltera se veía obligado a divorciarse de ella, y ella perdía todos sus derechos de propiedad en virtud de su contrato matrimonial.  A la adúltera no se le permitía casarse con aquel con quien había cometido adulterio; si lo hacía, se veían obligados a separarse.
Aunque la aplicación de la ley fue inconsistente, el mandamiento de no cometer adulterio se mantuvo. El adulterio es uno de los tres pecados (junto con la idolatría y el asesinato) a los que hay que resistirse hasta la muerte. Ref. Sanedrín 74a. Este fue el consenso de los rabinos en la reunión de Lydda, durante la revuelta de Bar Kokhba de 132.
La mitzvá de practicar relaciones sexuales solo dentro del matrimonio es afirmada por los rabinos ortodoxos, conservadores y reformistas hasta la actualidad.  Afirman que las relaciones sexuales fuera del matrimonio socavan el matrimonio e incluso el amor en sí, y también enfatizan el papel positivo de las relaciones sexuales en el fortalecimiento y la promoción del amor dentro del matrimonio.

### Cristianismo

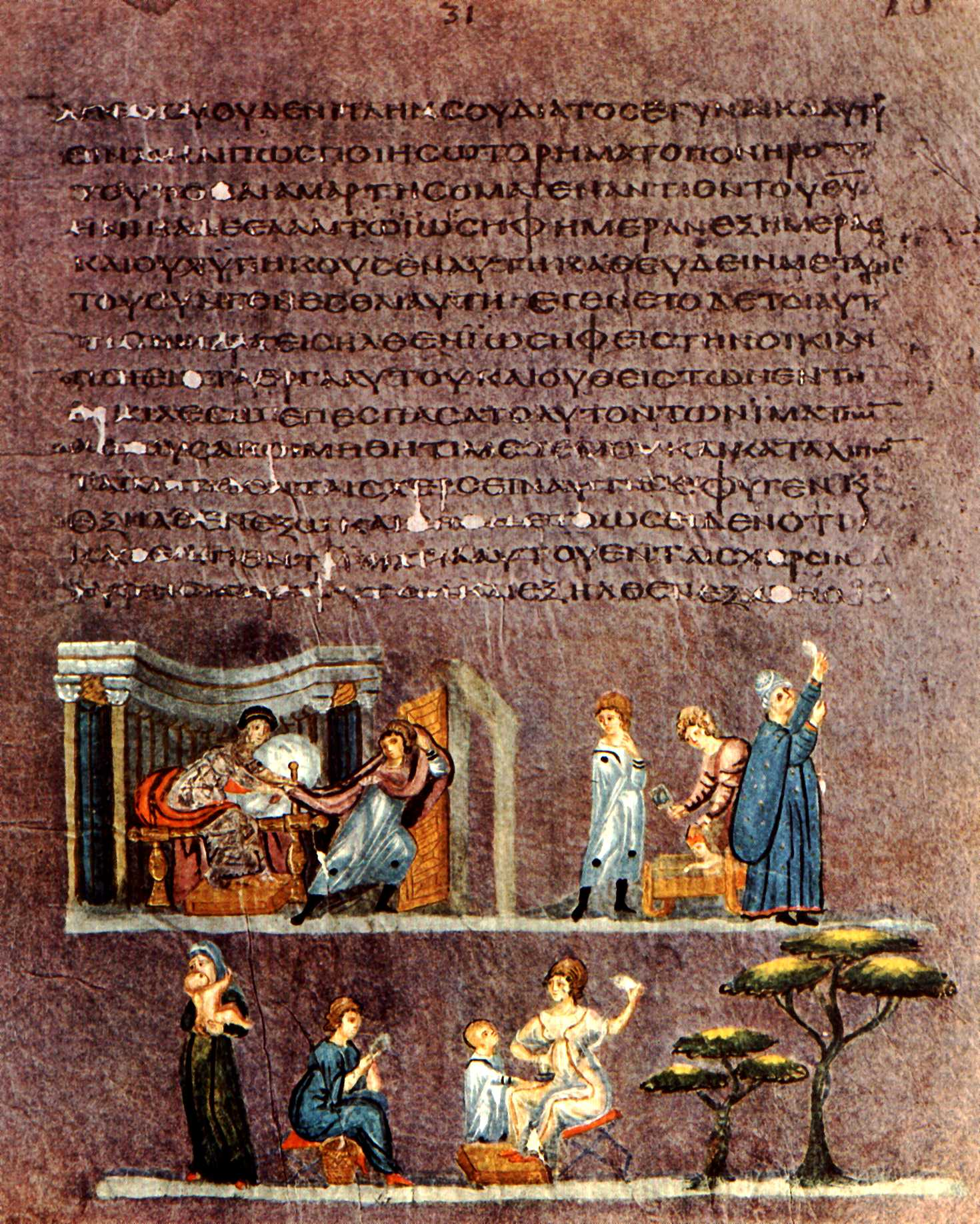
En Egipto, José resistió la tentación del adulterio a un gran costo personal. Imagen de la Biblia de Viena, 1743

#### En el Nuevo Testamento
En los evangelios, Jesús afirmó el mandamiento contra el adulterio y pareció ampliarlo, diciendo: «Pero yo os digo que todo el que mira a una mujer para codiciarla ya ha cometido adulterio con ella en su corazón».  Sin embargo, algunos comentaristas, entre ellos Tomás de Aquino, dicen que Jesús estaba haciendo la conexión con el mandamiento: «No codiciarás la mujer de tu prójimo». 
Según los evangelios, Jesús citó el libro del Génesis en relación con el origen divino de la relación matrimonial, concluyendo: «Así que ya no son dos, sino una sola carne. Por lo tanto, lo que Dios ha unido, ningún hombre debe separarlo.  Jesús desestimó las disposiciones oportunistas que permitían el divorcio por casi cualquier motivo, y citó la inmoralidad sexual (una ruptura del pacto matrimonial) como la única razón por la que una persona puede divorciarse sin cometer adulterio.  El apóstol Pablo enseñó de manera similar (lo que comúnmente se conoce como el privilegio paulino):

A los casados les doy órdenes, no yo sino el Señor, de que la esposa no debe separarse de su esposo... y que el esposo no debe divorciarse de su esposa. A los demás les digo, no el Señor, ... Pero si el cónyuge no creyente desea separarse, que así sea; en tal caso, el hermano o la hermana no están obligados. Porque Dios nos ha llamado a la paz

En el Evangelio de Juan hay un relato de una mujer (Jesús y la mujer sorprendida en adulterio). Los líderes responsables de ejecutar la justicia la llevaron ante Jesús y le pidieron su juicio. Jesús identificó claramente el adulterio con el pecado; sin embargo, su declaración «El que esté sin pecado, que tire la primera piedra» no se refería a los preceptos de la ley, sino a la conciencia.  La ley establecía claramente que ambas partes debían recibir la pena de muerte.  Al no llevar al culpable ante la justicia, estos líderes compartieron la culpa y no eran aptos para llevar a cabo el castigo. Sin condonar su adulterio, Jesús advierte a la mujer al despedirse: «Vete y no peques más»
El apóstol Pablo escribió con franqueza sobre la gravedad del adulterio:

¿No sabéis que los injustos no heredarán el reino de Dios? No os engañéis: ni los fornicarios, ni los idólatras, ni los adúlteros, ni los afeminados, ni los que se echan con varones, ni los ladrones, ni los avaros, ni los borrachos, ni los maldicientes, ni los estafadores, heredarán el reino de Dios. 
 1 Corintios 6:9-11 (KJV)

Dentro del matrimonio, se espera y se fomenta la regularidad en las relaciones sexuales. «El marido debe conceder a su mujer el derecho conyugal, y asimismo la mujer a su marido. Porque la mujer no tiene potestad sobre su propio cuerpo, sino el marido. Del mismo modo, el marido no tiene autoridad sobre su propio cuerpo, pero la esposa sí». Como «una sola carne», el marido y la mujer comparten este derecho y privilegio; el Nuevo Testamento no retrata la intimidad como algo que cada cónyuge guarda en reserva para compartir bajo ciertas condiciones. «Dejad de privaros el uno del otro, excepto por acuerdo durante un tiempo para que podáis dedicaros a la oración, y volved a estar juntos para que Satanás no os tiente por vuestra falta de dominio propio». Una razón declarada para mantener relaciones maritales es reducir la tentación de adulterio.
Las propias Escrituras afirman que Pablo no estaba casado, pero no aclaran si nunca se casó o enviudó. Sin embargo, señalan que se dio cuenta de las ventajas prácticas de permanecer soltero. Ref. 1 Corintios 7:1, 8, 28, 32-34. Se refirió a la satisfacción en el celibato como «un don», ref. 1 Corintios 7:7, y al deseo sexual como la condición más común de las personas. Por esta razón, recomienda que la mayoría de las personas están mejor casadas, para evitar ser tentadas más allá de lo que pueden soportar o pasar por la vida «ardiendo en pasión».

#### Iglesia católica
El adulterio se refiere a la infidelidad conyugal. Cuando dos personas, de las cuales al menos una está casada con otra parte, tienen relaciones sexuales, incluso transitorias, cometen adulterio. 
 «Catecismo de la Iglesia Católica» 2380

Según el «Catecismo de la Iglesia Católica», los prometidos deben abstenerse de mantener relaciones sexuales hasta después de la ceremonia de matrimonio. Este ejercicio de moderación para cumplir el mandamiento contra el adulterio también se considera una práctica importante para la fidelidad dentro del matrimonio:

 Los que están comprometidos en matrimonio están llamados a vivir la castidad en la continencia. Deben ver en este tiempo de prueba un descubrimiento del respeto mutuo, un aprendizaje de la fidelidad y la esperanza de recibir el uno al otro de Dios. Deben reservar para el matrimonio las expresiones de afecto que pertenecen al amor conyugal. Se ayudarán mutuamente a crecer en la castidad.
 «Catecismo de la Iglesia Católica» 2350

La tradición de la Iglesia católica ha entendido que el mandamiento contra el adulterio abarca toda la sexualidad humana y, por lo tanto, la pornografía se declara una violación de este mandamiento. Varias otras actividades sexuales que pueden o no involucrar a personas casadas también se abordan directamente y se prohíben en el Catecismo.
El adulterio no solo se considera un pecado entre un individuo y Dios, sino también una injusticia que repercute en la sociedad al dañar su unidad fundamental, la familia:

El adulterio es una injusticia. El que comete adulterio incumple su compromiso. Hace daño al signo de la alianza que es el vínculo matrimonial, transgrede los derechos del otro cónyuge y socava la institución del matrimonio al romper el contrato en el que se basa. Compromete el bien de la generación humana y el bienestar de los niños que necesitan la unión estable de sus padres.
 «Catecismo de la Iglesia Católica», 2335

El catecismo del Concilio de Trento (Parte III), publicado en 1566, definió el adulterio de forma aún más estricta que en la actualidad, afirmando: «Este mandamiento, pues, se resuelve en dos partes; la una expresa, que prohíbe el adulterio; la otra implícita, que inculca la pureza de mente y cuerpo». De este modo, se vincula el mandamiento contra el adulterio con el pecado de la lujuria en general.